# Chang Fukang
Vittorie-sconfitte: 43-38
Chang Fukang (cinese: 曾富康 S, Zēng FùkāngP; in giapponese 曽富康 è letto So Tomiyasu; 30 gennaio 2003) è un goista malaysiano professionista nella federazione giapponese. È il primo e unico goista professionista malaysiano.

## Biografia
Chang ha studiato il Go alla scuola elementare a Shanghai. Ha partecipato al Campionato mondiale giovanile under 12 nel 2014 e under 16 nel 2016, alla trentaseiesima e trentasettesima edizione del Campionato mondiale dilettanti di Go del 2015 e 2016 e nella Coppa del Primo Ministro coreano del 2016. Nel 2019 si è trasferito in Giappone per studiare Go.
Nel novembre 2019 ha superato il torneo di qualificazione invernale della Nihon Ki-in, sotto le regole speciali per goisti stranieri, avendo vinto nove vittorie e cinque sconfitte e piazzandosi al quarto posto.
È stato nominato 1º dan nell'aprile 2020 e promosso 2º dan nel gennaio 2022.
È stato selezionato come rappresentante malaysiano ai XIX Giochi asiatici tenuti ad Hangzhou. Chang ha partecipato alla competizione maschile individuale, in cui è arrivato ottavo nel girone di qualificazione B, con una vittoria e quattro sconfitte (tra cui quelle contro il giapponese Ichiriki Ryo, il taiwanese Lai Junfu e il sudcoreano Park Jung-hwan), non ottenendo il passaggio al turno a eliminazione diretta. Ha anche partecipato alla competizione maschile a squadre, in cui la Malaysia è arrivata sesta a pari merito con una vittoria e quattro sconfitte, mancando l'accesso alla fase a eliminazione diretta; Chang ha ottenuto quattro sconfitte, contro il giapponese Seki Kotaro, il taiwanese Xu Haohong, il cinese Li Qincheng, e il dilettante di Hong Kong Chan Nai San.
A novembre 2024 ha partecipato come rappresentante malaysiano alla prima edizione della Coppa Nanyang, dove ha sconfitto al primo turno il rappresentante nordamericano Jiang Mingjiu, per essere eliminato al turno successivo dal cinese Li Qincheng.
Nel 2025 è stato promosso 3 dan. Ad aprile ha partecipato come rappresentante del Sud-Est asiatico alla prima edizione della Coppa Beihai Xinyi, ma è stato sconfitto al primo turno dal cinese Ding Hao. A luglio ha partecipato come rappresentante del Sud-Est asiatico alla terza edizione della Quzhou-Lanke Cup World Go Open, venendo sconfitto al primo turno dal cinese Chen Xian.